# Otto de Burgundia
Otto de Burgundia (n. 945 d.Hr., Paris, Franța – d. 23 februarie 965 d.Hr.) a fost duce al Burgundiei din 956 până la moarte.
Otto a fost fiul lui Hugo cel Mare, conte de Paris cu soția sa Hedwiga de Saxonia, sora împăratului romano-german Otto I, el fiind astfel fratele regelui Hugo Capet al Franței, strămoșul Dinastiei Capețienilor.

## Biografie
În jurul Paștelui din anul 955 Otto a fost căsătorit cu Luitgard, fiica și moștenitoarea prințului Giselbert de Burgundia. Căsătoria era menită să pună capăt conflictului familiei sale cu Buvinizii pentru supremația în Ducatul Burgundiei. Când socrul său a murit la un an după căsătorie, Otto a dobândit în mod oficial stăpânirea Burgundiei. Propriul său tată a murit în același an, iar Otto era încă minor. Regele Lothar a folosit această împrejurare pentru a întări poziția regală în Burgundia prin ocuparea orașului Dijon. Rezultatul a fost o slăbire permanentă a puterii ducale, deoarece vasalii Burgundiei au folosit și ei această situație pentru a câștiga libertăți mai mari. Regele Lothar i-a dat lui Otto titlul de Duce al Burgundiei în 960. Cârmuirea sa a fost slabă, motiv pentru care cronicarul Flodoard de Reims s-a abținut să-l menționeze pe Otto ca duce.
Otto și Liutgarda nu au avut moștenitori.